# Thiara
Genre
Synonymes
- Amarula G. B. Sowerby II, 1842[2]
- Cerithomelania J. Moore, 1899[2]
- Melacantha Swainson, 1840[2] [3]
- Melanea Lamarck, 1799[2]
- Melania Lamarck, 1799[2] [3]
- Plotiopsis Brot, 1874[3]
- Tiara "Röding, 1798"[2]
- Tiaropsis Brot, 1871[2]

Thiara est un genre de mollusques gastéropodes de la famille des Thiaridae.

## Liste d'espèces
Selon World Register of Marine Species (10 décembre 2018) :
- Thiara amarula (Linnaeus, 1758)
- Thiara australis (I. Lea & H. C. Lea, 1851)
- Thiara bellicosa (Hinds, 1844)
- Thiara cancellata Röding, 1798
- Thiara indefinita (I. Lea & H. C. Lea, 1851)
- Thiara kauaiensis (Pease, 1870)
- Thiara rodericensis (Smith, 1876)
- Thiara setigera (Brot, 1870)
- Thiara verrauiana (I. Lea, 1856)
- Thiara winteri (von dem Busch, 1842)